# ستيف فاسينداك
ستيف فاسينداك (بالإنجليزية: Steve Vacendak)‏ مواليد 15 أغسطس 1944 في سكرانتون، هو مدرب كرة سلة أمريكي ولاعب معتزل. بدأ مسيرته الاحترافية في سنة 1967. تم اختياره من قبل فريق غولدن ستايت ووريورز خلال الدرافت. حمل الرقم 22. يبلغ طوله 6 قدم 1 بوصة (1.9 م). اعتزل اللعب في 1970.

## روابط خارجية
- ستيف فاسينداك على موقع سبورتس رفرنس (الإنجليزية)
- ستيف فاسينداك على موقع كلية كرة السلة في سبورتس رفرنس.كوم (الإنجليزية)
- ستيف فاسينداك على موقع ريلجم (الإنجليزية)
- ستيف فاسينداك على موقع بروبوليرز (الإنجليزية)
- ستيف فاسينداك على موقع كلية كرة السلة في سبورتس رفرنس.كوم (الإنجليزية)
- ستيف فاسينداك على موقع قاعة كارولاينا الشمالية للمشاهير الرياضية (الإنجليزية)